# Claude-Louis Petiet
Pour les autres membres de la famille, voir Petiet.
Claude-Louis Petiet (9 février 1749 à Châtillon-sur-Seine - 25 mai 1806 à Paris) est un homme politique français.
Commissaire des guerres en 1778, élu au Conseil des Anciens en 1795, il est nommé ministre de la Guerre le 8 février 1796. Il est révoqué le 14 juillet 1797 par le « triumvirat » (Paul Barras, Jean-François Reubell et Louis-Marie de La Révellière-Lépeaux).
Nommé au Conseil d'État par Napoléon Bonaparte, il devient intendant général de l'armée au camp de Boulogne en 1805 puis sénateur en 1806. Son nom est inscrit sur l'Arc de triomphe de l'Étoile.

## Biographie

### Carrière

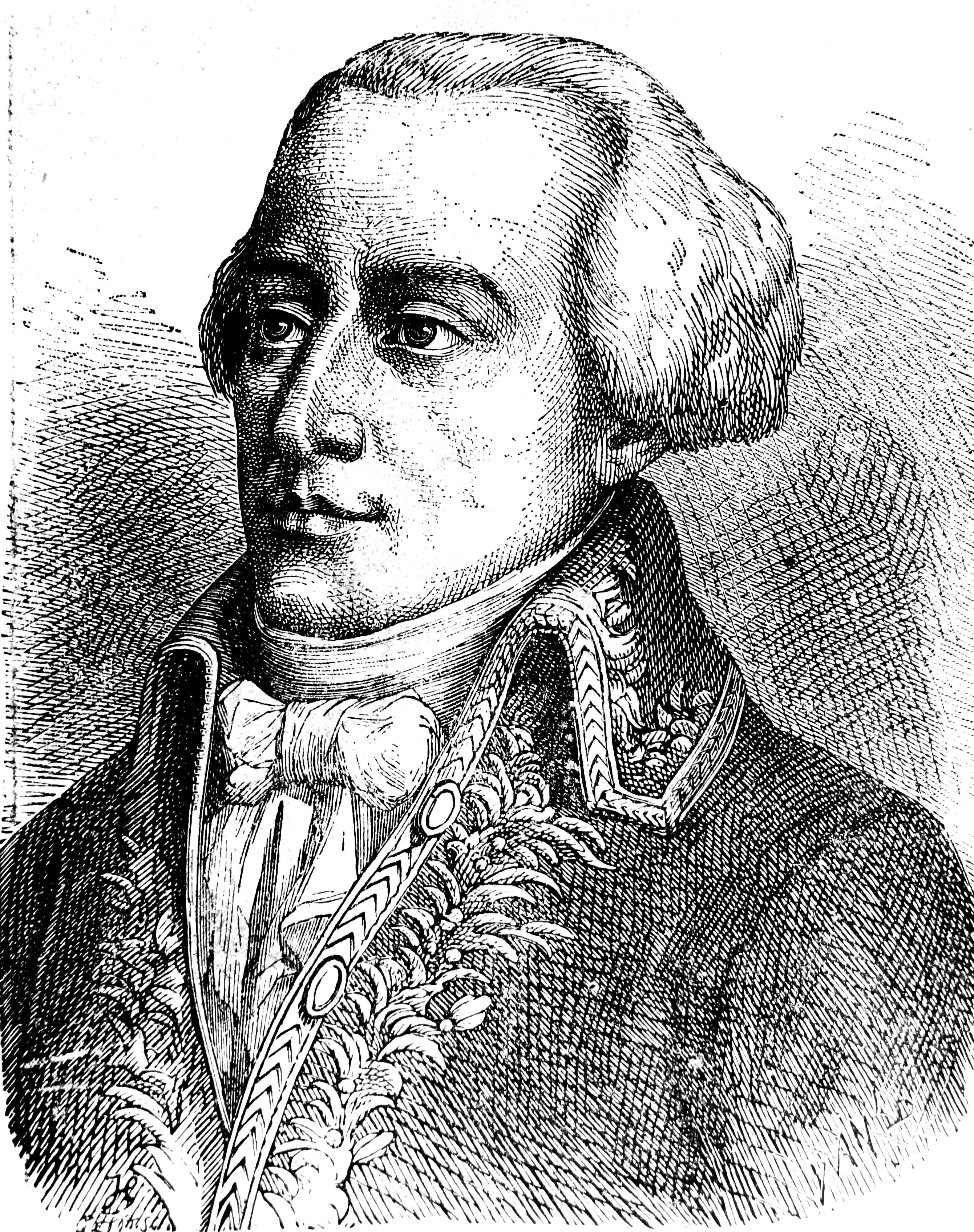
Portrait de Claude-Louis Petiet par Yan' Dargent

Gendarme dans la compagnie de la Reine le 20 octobre 1766, subdélégué général de l'intendance de Bretagne le 1er septembre 1775, commissaire des guerres (charge louée le 30 septembre 1778), il est employé à Saint-Malo le 26 décembre 1778 faisant fonction d'administrateur du 25 juin 1779 à août 1780.
Titulaire d'une charge en août 1781, commis à la levée de police des garde-côtes de la division de Brest, le 8 mars 1782, il est employé à Rennes en 1788 puis devient procureur général syndic d'Ille-et-Vilaine en juin 1790.
Commissaire ordonnateur, grand juge militaire de la 13e Division le 1er octobre 1791, commissaire général de l'armée du Centre le 31 mars 1792, passé en la même qualité à l'armée des Ardennes le 1er octobre 1792, il est autorisé à retourner dans la 13e division le 31 octobre 1792.
Employé à Lorient par les représentants du peuple dans l'ouest pour l'approvisionnement de Lorient, Belle-île, Port-Louis et Groix le 15 février 1793, il est nommé ordonnateur en chef de l'armée des côtes le 25 février 1793 et ordonnateur en chef des Côtes de Brest et des Côtes de Cherbourg le 1er mai 1793. Il réunit à ce service celui de la 13e division le 20 septembre 1793.
Suspendu par les représentants du peuple et mis en état d'arrestation le 2 décembre 1793, il est rendu à ses fonctions par les mêmes représentants le 29 décembre 1793.
Ordonnateur en chef de l'armée de Sambre-et-Meuse le 15 avril 1795, il passe en cette qualité à l'armée des côtes de Brest le 19 juin 1795. Député au conseil des anciens en octobre 1795, député d'Ille-et-Vilaine, puis de Côte-d'Or il devient Ministre de la Guerre le 8 février 1796 (ayant signé l'arrêté nommant le Général Bonaparte au Commandement de l'armée d'Italie).
Sorti du corps législatif le 20 mai 1797, il est rayé de ses fonctions de Ministre de la guerre le 23 juillet 1797.
Député au Conseil des Cinq-Cents en 1799, chef de la première division au Ministère de la Guerre le 12 novembre 1799, conseiller d'état le 24 décembre 1799, il devient Inspecteur en chef aux revues le 7 février 1800.
En mission à Genève le 28 avril 1800, il est nommé Ministre extraordinaire en Cisalpine en 1800, Président de le Commission extraordinaire de gouvernement de la République cisalpine (1800-1802) et Président de la Consulta (1800-1802).
Conseiller d'État au service extraordinaire le 22 septembre 1800, il est remplacé dans le corps des inspecteurs le 19 septembre 1801.
Commissaire général des six camps le 22 juin 1803, Président du Collège électoral de l'Yonne le 25 février 1805, il est intendant général de la Grande Armée le 29 août 1805 et organise le camp de Boulogne et la campagne d'Austerlitz.

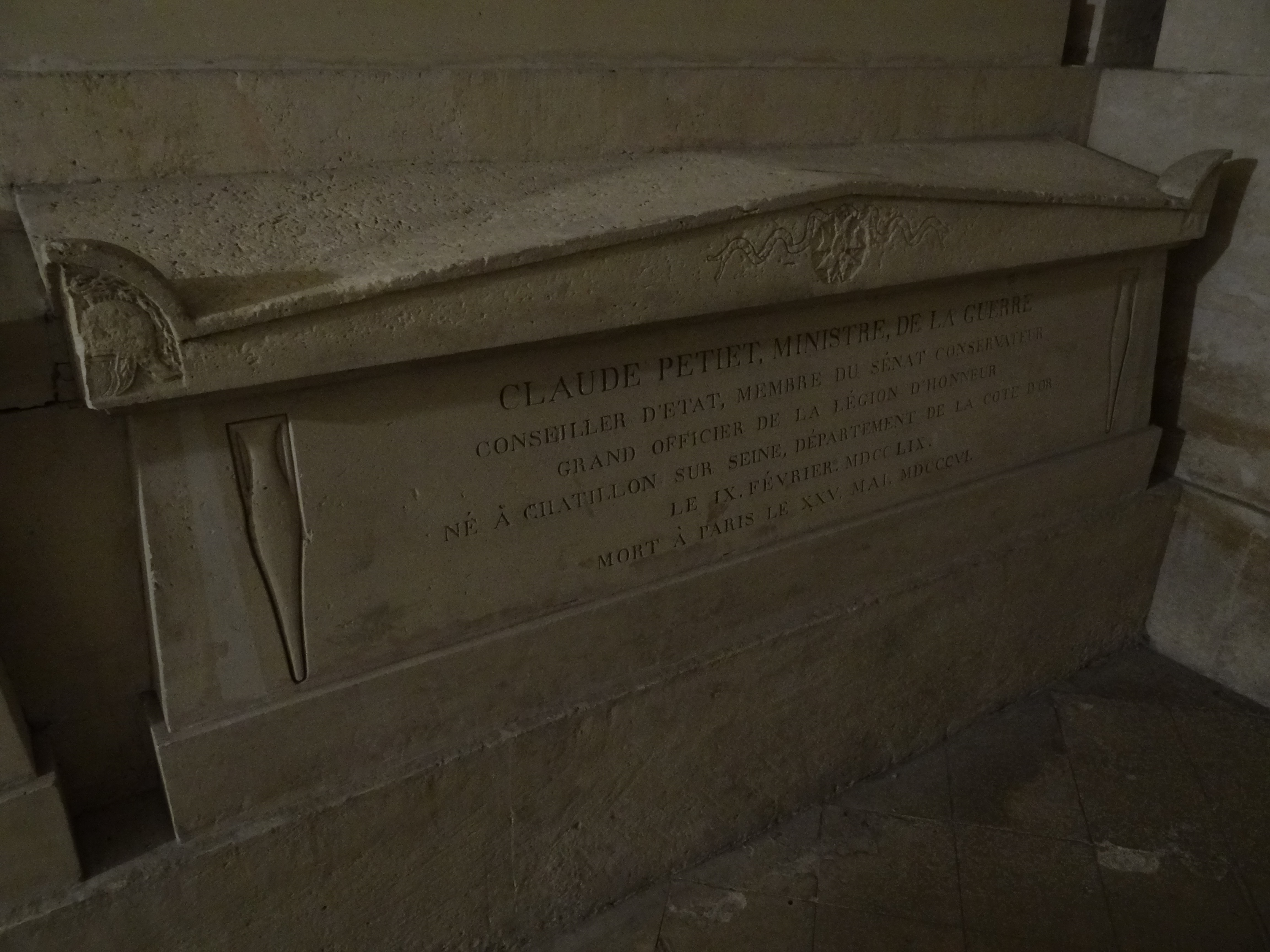
Le tombeau de Claude-Louis Petiet au Panthéon.

Sénateur du Premier Empire, le 21 mai 1806, il est décédé le 25 mai 1806 en son hôtel, l'actuel 8 rue Monsieur à Paris 7e alors 6 rue de Fréjus. Napoléon lui fait faire des obsèques grandioses le 27 mai, auxquelles assistent le Sénat en corps et les principaux dignitaires de l'Empire. Après la cérémonie qui a lieu dans l'Église des Missions étrangères, rue du Bac, le corps est transporté au Panthéon de Paris. Son éloge funèbre est prononcé par le mathématicien Monge, Président du Sénat qui retrace longuement sa carrière. L'ordonnancement de la cérémonie est réglé par Joseph-François Baudelaire chef des bureaux du sénateur Clément de Ris prêteur du Sénat. J.-F. Baudelaire est le père de l'écrivain Charles Baudelaire.

### Campagnes
- 1779, Côtes de Bretagne ;
- 1792, armée du centre et des Ardennes ;
- 1793, 1794, 1795, armée des Côtes et de Sambre-et-Meuse ;
- 1805, Ulm et Austerlitz, Grande Armée.

### Décorations
- Chevalier de Saint-Louis le 15 avril 1792
- Membre de la Légion d'honneur le 20 octobre 1803
  - Commandeur le 14 juin 1804
  - Grand officier le 8 mai 1806

### Notoriété
La promotion 2007-2008 de l'École Militaire des Cadres Techniques et Administratifs de l'Armée (EMCTA- dissoute en 2010) porte le nom de:  Intendant général Petiet.

## Portrait politique

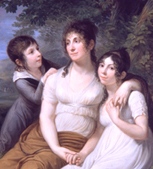
L'épouse de Claude-Louis Petiet, Anne-Françoise du Lièpvre du Bois de Pacé (4 décembre 1761 - Nantes ✝ 25 février 1830 - Paris, inhumée au cimetière du Père-Lachaise,), fille de Guillaume Nicolas du Lièpvre (1718 ✝ 1773), écuyer, seigneur du Bois de Pacé, avocat au parlement de Bretagne, et ses deux plus jeunes enfants.

Cinquante ans après la mort de l'intendant général, le 13 février 1854, Sainte-Beuve écrit dans ses Causeries du lundi : 

« Au milieu des scandales trop célèbres qui caractérisent l'administration du Directoire, le ministère Petiet fut une honorable exception. Ce ministre, homme de bien et de mérite, s'appliqua à tenir une comptabilité régulière et après une année d'exercice, il soumit le tableau complet de ses opérations au jugements des Conseils Législatifs et du public ; Il le fit sans réticence et avec sincérité. »

Il fut toujours un modéré et sut garder des liens aussi bien avec des membres de l'Ancien Régime tout en facilitant semble-t-il l'avènement de Bonaparte. Une note indique :

« Petiet et Truguet tenaient au parti modéré des conseils. Ils avaient contribué à rendre à leur patrie, grand nombre d'émigrés dont la présence portait ombrage. »

Un passage des souvenirs d'Auguste-Louis Petiet montre que pendant qu'il était en poste à Rennes durant la Révolution, il fut pendant un de ses déplacements arrêté par les chouans. Lorsqu'il se nomma, ceux-ci le laissèrent aller, ce qui montre l'opinion qu'on avait de lui dans le parti royaliste.
Au moment du Coup d'État de fructidor, il avertit ses amis du passage des troupes de Hoche à l'intérieur du « rayon constitutionnel » qu'aucune troupe ne devait franchir sans l'autorisation du corps législatif. Cela entraîne l'interpellation du Directoire à la tribune des Cinq-Cents le 30 messidor par Delahaye. Au moment du coup d'État du 30 prairial avec Lucien Bonaparte, Jourdan et Augereau, il va demander leur démission à La Revellière et Merlin.
Dans une lettre du 17 octobre 1799 à César de la Tour-Maubourg, Lafayette écrit :

« Petiet, ami intime de Moreau, a prié de me faire savoir que son ami… n'avait pas le caractère pour sortir de la marche régulière et qu'en un mot, bon pour un chef de bataille, il n'était pas propre à une entreprise. On a pourtant causé à fond avec lui et j'attends des nouvelles de cette conversation. »

Il est vrai que comme ministre de la guerre, Petiet avait signé la nomination de Bonaparte à la tête de l'armée d'Italie et de Moreau à la tête de celle du Rhin. Dans une note au général Reynier, Moreau écrit :

« Aubert de Bayet n'est plus ministre de la guerre, c'est le commissaire Petiet qui le remplace. Je le connais, c'est un homme de grand talent. »

Dans ses souvenirs, son fils Augustin Petiet écrit ceci :

« Je remis mes dépêches à l'empereur qui me demande mon nom, je répondis par mes larmes, se rappelant sans doute m'avoir vu à Austerlitz, Napoléon ne recommença point la question qu'il m'avait posée. Votre père me dit-il était un homme probe, il a fait beaucoup pour l'état, il vivra dans l'histoire. »

Cependant lorsqu'un ami de la famille sollicite une pension pour la veuve, l'Empereur répond :

« [..] comment Monsieur Petiet n'est-il pas devenu riche, je lui ai donné 20 fois l'occasion de faire sa fortune ? »

Pour finir, c'est le Sénat et non l'Empereur qui alloue une pension de 6 000 francs à la veuve.
Il semble que sur le rocher de Sainte-Hélène, Napoléon juge Claude Petiet d'un point de vue plus moral, car il écrit ceci : 

« Les services éminents que le ministre Petiet rendait à l'administration de la guerre, le mérite surtout d'être le premier depuis la révolution qui eut présenté un compte clair et précis des dépenses de son ministère ne le sauvèrent pas de la disgrâce. Cependant, alors comme toujours, dans sa longue carrière administrative, il s'était fait remarquer par son intégrité. Il est mort sans fortune ne laissant pour héritage à ses enfants que l'estime qui lui était si justement acquise. »

Un autre fils, Sylvain Petiet, écrit les Souvenirs d'un page de l'empereur dans lequel il évoque son père.